# Przedkowice (stacja kolejowa)
Przedkowice – dawna węzłowa wąskotorowa stacja kolejowa w Przedkowicach, w gminie Żmigród, w powiecie trzebnickim; w województwie dolnośląskim, w Polsce. Została otwarta w 1894 roku, a zamknięta w 1991 roku.

## Galeria

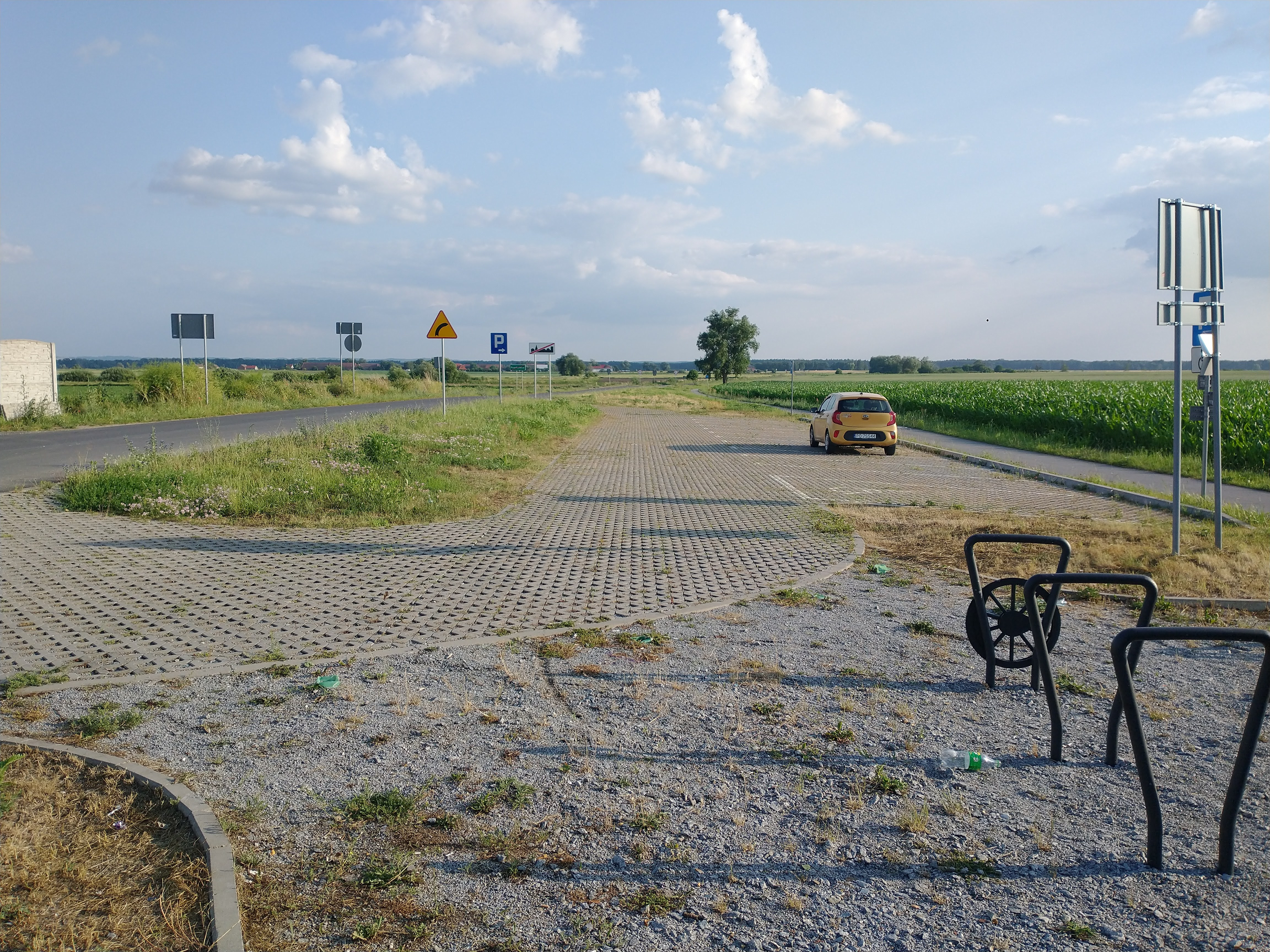
Tereny postacyjne w 2023
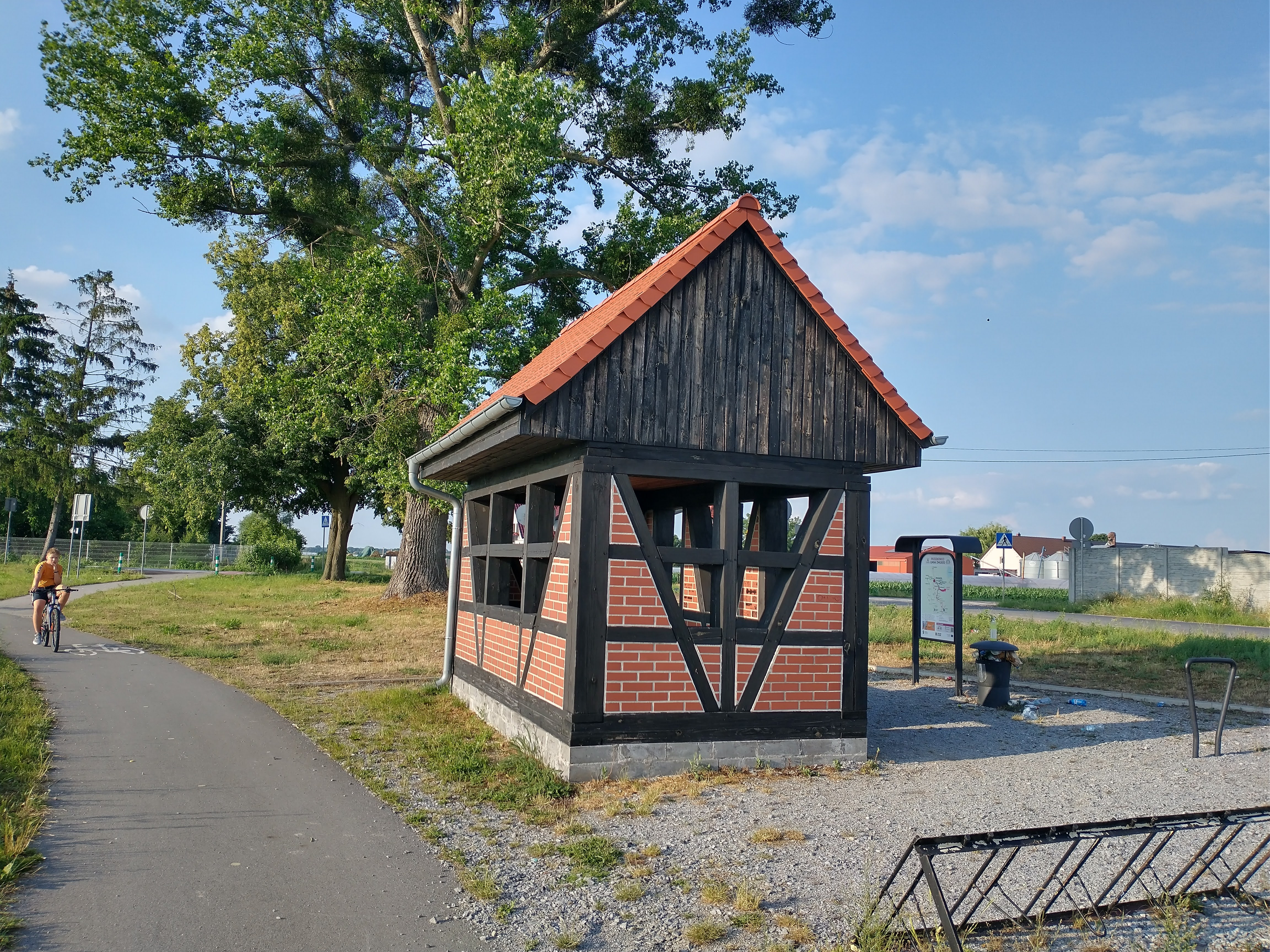
Wiata dla rowerzystów